# Babadook
Babadook (ang. The Babadook) − australijsko-kanadyjski horror z 2014 roku w reżyserii i według scenariusza Jennifer Kent. 

## Premiera i dystrybucja
Premiera obrazu miała miejsce w styczniu 2014 podczas Sundance Film Festival. Na początku maja 2014 film prezentowany był widzom festiwalu Off Plus Camera 2014 w Krakowie. Komercyjna premiera Babadooka w Polsce odbyła się 30 maja tego samego roku. Projekt zebrał pozytywne recenzje krytyków, otrzymał także szereg nagród filmowych.

## Opis fabuły
Samotna matka, zbierająca siły po nagłej śmierci męża, stara się zwalczyć w swoim siedmioletnim synu paniczny lęk przed upiorami. W pokoju chłopca odnajduje tajemniczą książkę o bardzo niepokojącej treści. Jej bohaterem jest Babadook, duch, chcący przejąć kontrolę nad umysłem czytającego.

## Obsada
- Essie Davis − Amelia
- Noah Wiseman − Samuel
- Daniel Henshall − Robbie
- Hayley McElhinney − Claire
- Barbara West − pani Roach
- Benjamin Winspear − Oscar